# قانون الإجراءات الجزائية في ضوء الممارسة القضائية
قانون الإجراءات الجزائية في ضوء الممارسة القضائية. هو كتاب لقانون الإجراءات الجزائية الجزائرية بالنص الكامل للقانون، و تعديلاته إلى غاية 10 نوفمبر 2004 مدعم بالاجتهاد القضائي، باللغة العربية والفرنسية، ألفه أحسن بوسقيعة أستاذ القانون الجنائي بالمدرسة العليا للقضاء طبع سنة 2006 - 2007.

## فهرس الكتاب
- أحكام تمهيدية في الدعوى العمومية والدعوى المدنية
- الكتاب الأول
- في مباشرة الدعوى العمومية وإجراء التحقيق
- الباب الأول: في البحث والتحري عن الجرائم
- الفصل الأول: في الضبط القضائي
- القسم الأول: أحكام عامة
- القسم الثاني: في ضباط الشرطة القضائية
- القسم الثالث: في أعوان الضبظ القضائي
- القسم الرابع: في الموظفين واالأعوان المكلفين ببعض مهام الضبط القضائي
- القسم الخامس: في سلطات الولاة في مجال الضبط القضائي
- الفصل الثاني: في إختصاصات ممثلي النيابة العامة
- الفصل الثالث: في قاضي التحقيق
- الباب الثاني: في التحقيق
- الفصل الأول: في الجناية او الجنحة المتلبس بها
- الفصل الثاني: في التحقيق الابتدائي
- الفصل الثالث: في المتابعة الجزائرية للشخص المعني
- الباب الثالث: في جهات التحقيق
- الفصل الأول: في قاضي التحقيق
- القسم الأول: أحكام عامة
- القسم الثاني: في الإدعاء المدني
- القسم الثالث: في الإنتقال والتفتيش و القبض
- القسم الرابع: في سماع الشهود
- القسم الخامس: في الإستجواب والمواجهة
- القسم السادس: في أوامر القضاء وتنفيذها
- القسم السابع: في الحبس الإحتياطي والإفراج المؤقت
- القسم السابع مكرر: في التعويض عن الحبس المؤقت
- القسم الثامن: في الإنابة القضائية
- القسم التاسع: في الخبرة
- القسم العاشر: في بطلان إجراءات التحقيق
- القسم الحادي عشر: في أوامر التصرف بعد إنتهاء التحقيق
- القسم الثاني عشر: في إستئناف أوامر قاضي التحقيق
- القسم الثالث عشر: في إعادة التحقيق لظهور أدلة جديدة
- الفصل الثاني: في غرفة الإتهام بالمجلس القضائي
- القسم الأول: أحكام عامة
- القسم الثاني: في السلطات الخاصة برئيس غرفة الإتهام
- القسم الثالث: في مراقبة أعمال ضباط الشرطة القضائية
- الكتاب الثاني
- في جهات الحكم
- الباب الأول: أحكام مشتركة
- الفصل الأول: في طرق الإثبات
- الفصل الثاني: في الإدعاء المدني
- الباب الثاني: في محكمة الجنايات
- الباب الفرعي الأول: الأحكام العامة
- الفصل الأول: أحكام عامة
- القسم الثاني: في وظيفة المحلفين
- القسم الثالث: في إعداد قائمة المحلفين
- الفصل االرابع: في الإجراءات التحضرية لدورات محكمة الجنايات
- الفصل الخامس: في إفتتاح الدروة
- القسم لأول: في مراجعة الدورة
- القسم الأول: في مراجعة قائمة المحلفين
- القسم الثاني: في تشكيل محلفي الحكم
- الفصل السادس: في المرافعات
- القسم الأول: أحكام عامة
- القسم الثاني: في حضور المتهم
- القسم الرابع: في إقبال باب المرافعة
- الفصل الرابع: في الحكم
- القسم الأول: في المداولة
- القسم الثاني: في الحكم االذي يصدر في الدعوى العمومية
- القسم الثالث: في الحكم الذي يصدر في الدعوى المدنية
- الفصل الثامن: في التخلف عن الحضور أمام محكة الجنايات
- الفصل التاسع: في الأحكام الانتقالية
- الباب الفرعي الثاني: الأحكام الخاصة بالقسم الاقتصادي للمحكمة الجنائية
- الباب الثاني مكرر: مجلس أمن الدولة
- الباب الثالث: في االحكم في الجنح والمخالفات
- أحكام عامة
- الفصل الأول: في الحكم في الجنح
- القسم لأول: في رفع الدعوى إلى المحكمة
- القسم الثاني: في التلبس بالجنحة
- القسم الثالث: في تشكيل المحكمة
- القسم الرابع: في علانية وضبط الجلسة
- القسم الخامس: في المرافعات و حضور المتهم
- القسمالسادس: في الحكم من حيث هو
- الفصل الثاني: في الحكم في مواد المخالفات
- القسم الأول: في غرامة الصلح في المخالفات
- القسم الثاني: في رفع الدعوى أمام المحكمة
- القسم الثالث: في التحقيق المهائي في مواد المخالفات
- الفصل االثالث: في الحكم الغيابي والمعارضة
- القسم لأول: في التخلف عن الحضور
- القسم الثاني: في المعارضة
- الفصل الرابع: في التخلف عن الحضور أمام محمكة الجنايات
- الفصل التاسع: في الأحكام الانتقالية
- الباب الفرعي الثاني: الأحكام الخاصة بالقسم الاقتصادي للمحكمة الجنائية
- الباب الثاني مكرر: مجلس أمن الدولة
- الباب الثالث: في الحكم في الجنح والمخالفات
- أحكام عامة
- الفصل الأول: في الحكم في الجنح
- القسم الأول: في رفع الدعوى إلى المحكمة
- القسم الثاني: في التلبس بالجنحة
- القسم الثالث: في تشكيل المحكمة
- القسم الرابع: في علانية وضبط الجلسة
- القسم الخامس: في المرافعات وحضور المتهم
- القسم السادس: في الحكم من حيث هو
- الفصل لثاني: في الحكم في مواد المخالفات
- القسم الأول: في غرامة الصلح في المخالفات
- القسم الثاني: في رفع الدعوى أمام المحكمة
- القسم الثالث: في الحكم الغيابي والمعارضة
- القسم الأول: في التخلف عن الحضور
- القسم الثاني: في المعارض
- الفصل الرابع: في إسستأناف الأحكام في موادد الجنح والمخالفات
- القسم الأول: في مباشرة حق الاستئناف
- القسم الثاني: في تشكيل الجهة القضائية الاستئنافية في مواد الجنح والمخالفات
- القسم الثالث: في إجراءات الاستئناف أمام المجلس القضائي
- البا الرابع: في التكليف بالحضور والتبليغات
- الكتاب الثالث
- في القواعد الخاصة بالمجرمين الأحداث
- الباب الثالث: في الإفراج تحت الراقبة
- الباب الرابع: في تغيير ومراجعة تدابير مراقبة وحماية الأحداث
- الباب الخامس: في تنفيذ القرارات
- الباب السادس: في حماية الأطفال المجني عليهم في جنايات أو جنح
- الكتاب الرابع
- في طرق الطعن غير العادية
- الباب الأول: في الطعن بالنقض
- الفصل الأول: في القرارات الجائز فيها الطعن وأوضاع و أثار الطعن
- الفصل الثاني: في شكل الطعن
- الفصل الرابع: في شكل الطعن
- الفصل الخامس: في أحكام المحكمة العليا
- الفصل السادس: في التنازل عن الطعن بالنقض وإعادة السير في الدعوى
- الفصل السابع: في الطعن لصالح القانون
- الباب الثاني: في طلبات إعادة النظر والتعويض عن الخطأ القضائي
- الفصل الأول: في طلبات إعادة النظر
- الفصل الثاني: في التعويض عن الخطأ القضائي
- الكتاب الخامس في بغعض الإجراءات الخاصة
- الباب الأول: في التزوير
- الباب الثاني: في إخفاء بعض أوراق الإجراءات
- الباب االثالث: شهادة أعضاء الحكومة والسفراء
- الباب الرابع: في تنازع الاختصاص بين القضاة
- الباب الخامس: في الإحالة من محكمة إلى أخرى
- الباب السادس: في الرد
- الباب السابع: في الحكم في الجرائم التي ترتكب في جلسات المجالس القضائية و المحاكم
- الباب الثامن: الجرائم و الجنح المرتكبة من طرف أعضاء الحكومة و القضاة و بعض الموظفين
- الباب التاسع: في الجنايات والجنح التي ترتكب في الخارج
- الباب العاشر: في الجنايات والجنح التي ترتكب على ظهر المراكب أو متن الطائرات
- الكتاب السادس
- في بعض إجراءات التنفيذ
- الباب الأول: في إيقاف التنفيذ
- الباب الثاني: في التحقق من هوية الأشخاص المحكوم عليهم
- الباب الثالث: في الإكراه البدني
- الباب الرابع: في تقادم العقوبة
- الباب الخامس: صحيفة السوابق القضائية
- في تنظيم صحيفة مخالفات المرور
- في تنظيم صحيفة خاصة بالإدمان على الخمور
- الباب االسادس: في رد إعتبار المحكوم عليهم
- في رد الاعتبار بقوة القانون
- في رد الاعتبار القضائي
- الكتاب السابع
- في العلاقات بين السلطات القضائية الأجنبية
- الباب الأول: في تسليم المجرمين
- الفصل الأول: في شروط تسليم المجرمين
- الفصل الثاني: في إجراءات التسليم
- الفصل الثالث: في آثار التسليم
- الفصل الرابع: في العبور (الترانزيت)
- الفصل الخامس: في الأشياء المضبوطة
- الباب الثاني: في الإنابات القضائية وفي تبليغ الأوراق والأحكام
- الباب الثالث: في إرسال الأوراق والمستندات
- أحكام مختلفة أو انتقالية